# Facultad de Ciencias Políticas y Sociología (Universidad de Granada)
La Facultad de Ciencias Políticas y Sociología de Granada es un centro docente universitario perteneciente a la Universidad de Granada, dedicado a la docencia e investigación de los estudios relacionados con la Sociología, la Ciencia política y la Ciencia de la administración.
Fue fundada en el año 1988 y desde su creación se ubica en el Campus Centro de la Universidad de Granada, en el edificio que anteriormente ocupaba la Facultad de Farmacia, la cual se trasladó al Campus de Cartuja.

## Docencia
Actualmente, en la Facultad de Ciencias Políticas y Sociología se imparten los siguientes estudios universitarios oficiales:
- Grado en Ciencias Políticas y de la Administración
- Grado en Sociología
- Doble Grado en Ciencias Políticas y de la Administración y Derecho (impartido conjuntamente con la Facultad de Derecho)
- Máster Universitario en Problemas Sociales: Dirección y Gestión de Programas Sociales
- Máster Universitario en Cooperación al Desarrollo, Gestión Pública y de las ONG
- Máster Universitario en Dirección y Gestión Pública

También se imparten otras titulaciones propias de posgrado.

## Departamentos Docentes
La Facultad de Ciencias Políticas y Sociología en sus titulaciones posee actividad docente de una gran variedad de departamentos docentes de la Universidad de Granada. Además, es la sede principal de aquellos departamentos de la UGR relacionados con la ciencia política y la sociología. Concretamente tienen su sede en la Facultad de Ciencias Políticas y Sociología los siguientes departamentos.
- Departamento de Ciencia Política y de la Administración
- Departamento de Sociología

## Grupos de Investigación
La Facultad también acoge varios grupos de investigación en los campos del análisis sociológico, político y administrativo.
- Análisis de la Vida Social
- Centro de Análisis de Seguridad
- Centro de Análisis y Documentación Política y Electoral de Andalucía
- Ciencias Políticas y de la Administración
- Metodología y Ciencias Sociales
- Problemas Sociales en Andalucía

## Asociaciones estudiantiles
En la Facultad de Ciencias Políticas y Sociología de la Universidad de Granada existen una serie de asociaciones estudiantiles cuya función principal es la de representar y defender los intereses de los estudiantes de esta facultad. Entre ellas destacan varias con un gran número de estudiantes.
- S.F.L. (Students For Liberty Granada) es una asociación universitaria de carácter apartidista, en la que se promueve una sociedad abierta, fundamentada en las libertades individuales y el sistema de libre mercado. Las bases sobre las que descansa S.F.L.,  son: la libertad intelectual y académica sobre la que descansa una sociedad libre, las libertades personales gracias a las cuales elegimos cómo vivir nuestra propia vida y las libertades económicas que nos proporcionan los medios con los que prosperar individualmente y en sociedad.
- La asociación A.G.U.A. (Asociación Granadina Universitaria Albatros), fundada en 1994 y perteneciente como asociación a la Unión de Estudiantes Demócratas Españoles. Realiza ciclos de conferencias, cursos, seminarios y actividad. Siendo la facción universitaria de nuevas generaciones, organización juvenil del Partido Popular.

- La asociación Politeia nació en 1996 y cuenta con unos 100 socios. Realiza actividades culturales y sociales desde una perspectiva autodefinida como progresista y republicana. Apuesta por una Universidad pública, laica y gratuita. Desde 2010 convoca las Jornadas sobre Republicanismo Español. Organiza todos los años numerosos actos como conferencias, debates y seminarios. Actualmente es la asociación con más representantes estudiantiles en el Departamento de Sociología.
- La asociación C.S.E. (Coordinadora Sindical Estudiantil), presente también en el ámbito de la UGR. Realiza distintas acciones en defensa de los intereses del estudiantado, luchando por una educación pública, gratuita, feminista, laica y de calidad.

## Instalaciones y servicios

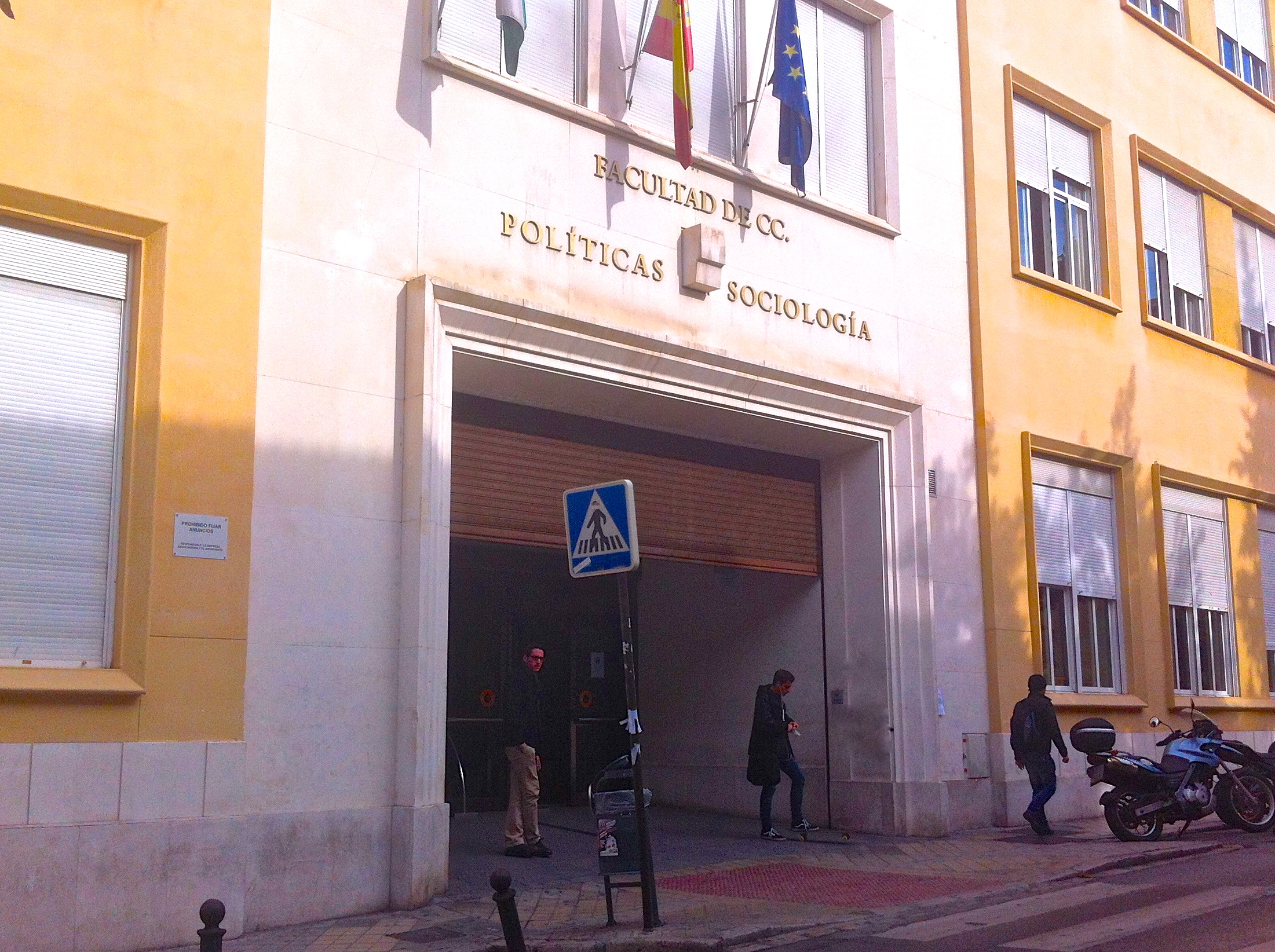
Entrada principal de la Facultad de Ciencias Políticas y Sociología

La Facultad de Ciencias Políticas se encuentra en el centro de la capital granadina, justo enfrente de la Facultad de Ciencias del Trabajo y de la Facultad de Trabajo Social y cercana a la Facultad de Derecho en el Campus Centro.
El edificio cuenta con tres alturas distribuidas alrededor de un gran recibidor de forma cuadrada que preside la estructura central de la Facultad. La facultad cuenta con 18 aulas docentes y 3 seminarios que permiten el desarrollo de las clases teóricas y prácticas. Destaca entre ellas un gran aula denominada Aula Constitución 1812 "La Pepa" con capacidad para 245 personas, la cual se utiliza como espacio multidisciplinar para la proyección de material audiovisual además de para la docencia de los estudios de posgrado. Además, la cuenta con un Aula Magna y un Salón de Grados, con megafonía, cañón de proyección y un sistema de traducción simultánea.
En el campo de la sociología, la facultad está dotada de un Laboratorio de Estudios Sociales y de Opinión con un sistema de encuesta telefónica asistida por ordenador que permite la formación de los alumnos y la labor investigadora de la universidad.
También se encuentran otros servicios como la Biblioteca Universitaria, dos salas de estudio, aulas de informática, servicio de reprografía y servicios administrativos y de atención al alumno.